# Donald Roland Edwin Rowan Bateman
Donald Roland Edwin Rowan Bateman, britanski general, * 21. januar 1901, † 18. februar 1969.